# Jenni L. Evans
Jenni L. Evans (3 de marzo de 1962 - 3 de abril de 2025) fue una meteoróloga estadounidense. Profesora de Meteorología y Ciencias Atmosféricas en la Universidad Estatal de Pensilvania y  directora del Instituto de Ciencias Cibernéticas y presidenta de la American Meteorological Society (Sociedad Meteorológica Estadounidense). Fue elegida miembro de la American Meteorological Society en 2010 y de la Asociación Estadounidense para el Avance de la Ciencia en 2019.

## Biografía
Evans estudió matemáticas aplicadas en la Universidad de Monash y se graduó con honores en 1984.
Antes de hacer su doctorado, trabajó en dinámica de fluidos y observaciones de la capa límite planetaria. Durante su doctorado, Evans visitó la Naval Postgraduate School de Monterey, California y el grupo de supercomputación en el Centro de Investigación Ames de la NASA en 1987 y 1988. Regresó a Monash para sus estudios de doctorado y obtuvo su doctorado en 1990, uniéndose posteriormente al CSIRO Oceans and Atmosphere.

## Investigación y carrera
En 1992 Evans entró a formar parte de la Universidad Estatal de Pensilvania. Consiguió su plaza titular en 1998 y fue ascendida a profesor en 2005.
En 2017 fue nombrada directora del Instituto de Ciberciencia. Su investigación trata sobre la génesis y la descomposición de los ciclones tropicales, con referencia también a la transición extra-tropical y la llegada a tierra. Ha investigado el impacto del cambio climático en los ciclones tropicales. Desarrolló metodologías estadísticas para pronosticar ciclones tropicales y una métrica para la actividad de ciclogénesis en situaciones de cambio climático. Evans ha analizado las relaciones entre la intensidad de los ciclones tropicales y la convección organizada con la temperatura de la superficie del mar, y cómo cambiarán con el calentamiento global. Ha estudiado cómo las estructuras de la capa límite de los ciclones tropicales impactan en la intensidad y en la convección en el desarrollo de la onda tropical africana. Evans copresidió el Taller internacional sobre ciclones tropicales de la Organización Meteorológica Mundial.
Evans describió a los huracanes como uno de los últimos sistemas meteorológicos que todavía no pueden predecirse. Evans es miembro de un equipo interdisciplinario encargado de revisar los modelos de riesgo catastrófico utilizados para establecer las tarifas de los seguro contra huracanes en Florida. Junto con sus observaciones, modelos y análisis estadístico de fenómenos meteorológicos, Evans desarrolla nuevos enfoques para comunicar el riesgo de desastres naturales. Ha trabajado con Mark Ballora en nuevas formas de demostrar los riesgos de los huracanes. Evans contribuye con su experiencia en desastres naturales y Ballora con su experiencia en música, y juntos convierten los datos que normalmente se publican en tablas o gráficos a través de la música. Evans ha supervisado la latitud, longitud, asimetría y presión del aire de varios huracanes convirtiéndolos en un archivo de audio. También ha prestado servicios como meteoróloga principal asesorando a la Florida Commission on Hurricane Loss Projection Methodology (Comisión de Florida sobre la Metodología de Cálculo de Pérdidas por Huracanes).
En 2019, Evans obtuvo una subvención de la National Science Foundation para establecer el Northeast Big Data Innovation Hub.

### Servicio académico
Mientras servía en el Equipo Científico del Ejército de los Estados Unidos, Evans estuvo involucrada en la reubicación de su instalación de pruebas tropicales a Panamá. Evans fue elegida presidenta de la American Meteorological Society (Sociedad Meteorológica Estadounidense AMS) en 2019, que fue el año del centésimo aniversario de la AMS.

## Reconocimientos
Evans ha obtenido los siguientes reconocimientos:
- National Science Foundation CAREER Award (Premio a la CARRERA de la Fundación Nacional de Ciencias) de 1995[7]
- Miembro (Elected Fellow) de la American Meteorological Society (Sociedad Meteorológica Estadounidense) de 2010[11]
- Premio de Editores de la Unión Americana de Geofísica de 2013[12]
- Miembro (Elected Fellow) de la Asociación Estadounidense para el Avance de la Ciencia de 2019[13]

## Publicaciones seleccionadas
Entre sus publicaciones pueden destacarse las siguientes:
- Evans, Jenni L. (2000). «Observed variability and trends in extreme climate events: a brief review». Bulletin of the American Meteorological Society 81: 417-426. doi:10.1175/1520-0477(2000)081<0417:OVATIE>2.3.CO;2.
- Evans, Jenni L. (2001). «A climatology of the extratropical transition of Atlantic tropical cyclones». Journal of Climate 14: 546-564. doi:10.1175/1520-0442(2001)014<0546:ACOTET>2.0.CO;2.
- Evans, Jenni L. (1993). «Sensitivity of tropical cyclone intensity to sea surface temperature». Journal of Climate 6: 1133-1140. doi:10.1175/1520-0442(1993)006<1133:SOTCIT>2.0.CO;2.

Evans ha escrito para la ONG The Conversation.